# Гмелин, Самуил Готлиб
Самуи́л (Самуэ́ль) Гео́рг Го́тлиб Гме́лин (Гмелин-младший, нем. Samuel Gottlieb Gmelin; 4 июля 1744, Тюбинген, Германия — 27 июля 1774, Ахмедкент, ныне Дагестан) — немецкий и российский путешественник и натуралист на русской службе. Академик Императорской Академии наук (1767).
Племянник И. Г. Гмелина (Гмелина-старшего).

## Биография
Изучал медицину в Тюбингенском университете.
В 1766 году был приглашён в Санкт-Петербург, в 1767 году — профессор ботаники Санкт-Петербургского университета.
В 1767—1768 годах вместе с П. С. Палласом разработал план академической экспедиции.
Летом 1768 года начал путешествие для изучения прикаспийских стран. По Дону путешествовал некоторое время с Гюльденштедтом.
В 1769 году посетил Черкасск и Астрахань.
В 1770 году морем отправился в Дербент. Пробыв некоторое время в городе, покинул его после того, как приближенные к хану армяне сообщили ему что к нему при дворе относятся с недоверием как к шпиону. Из Дербента вышел морем, остановился в армянской деревне Барахум.  Отсюда сухим путём в Баку, Шемаху и Сальяны, затем морем в Энзели.
В 1771 году был в Реште и Балфруше.
В начале 1772 года вернулся в Астрахань, откуда направился через Сарепту в Куманскую степь и Моздок; затем Тереком и степью вернулся в Астрахань.
В июне 1772 г. снова выехал морем в Персию, в сопровождении нескольких помощников и военной команды из 40 человек. Осмотрев восточный берег моря до Энзели, Гмелин намеревался сухим путём пройти в Кизляр. Выехав из Дербента, в феврале 1774 года он был ограблен и взят в плен кайтагским уцмием Амир-Хамзой (один из феодальных владетелей Дагестана того времени), который был недоволен политикой царских властей у границ своих владений.
Захватив Гмелина, уцмий стал требовать выкуп 30 000 руб от царского правительства, огромную сумму по тем временам. Екатерина II планировала освободить Гмелина военной силой, но восстание Пугачева помешало этим планам. Пока шли переговоры с российской стороной, академик Самуил Готлиб Гмелин, от тревог, волнений и плохого питания заболел и скончался в плену от лихорадки и истощения 27 июля 1774 года, в возрасте 30 лет, в селе Ахмедкент, похоронен в с. Каякент (Каякентский район). Только на следующий год после смерти Гмелина, отряды Амир-Хамзы были разбиты русскими войсками, а записи и дневники Гмелина были возвращены его помощникам.

## Память
- Гмелинка — село в Волгоградской области, названо в честь учёного.

## Литература

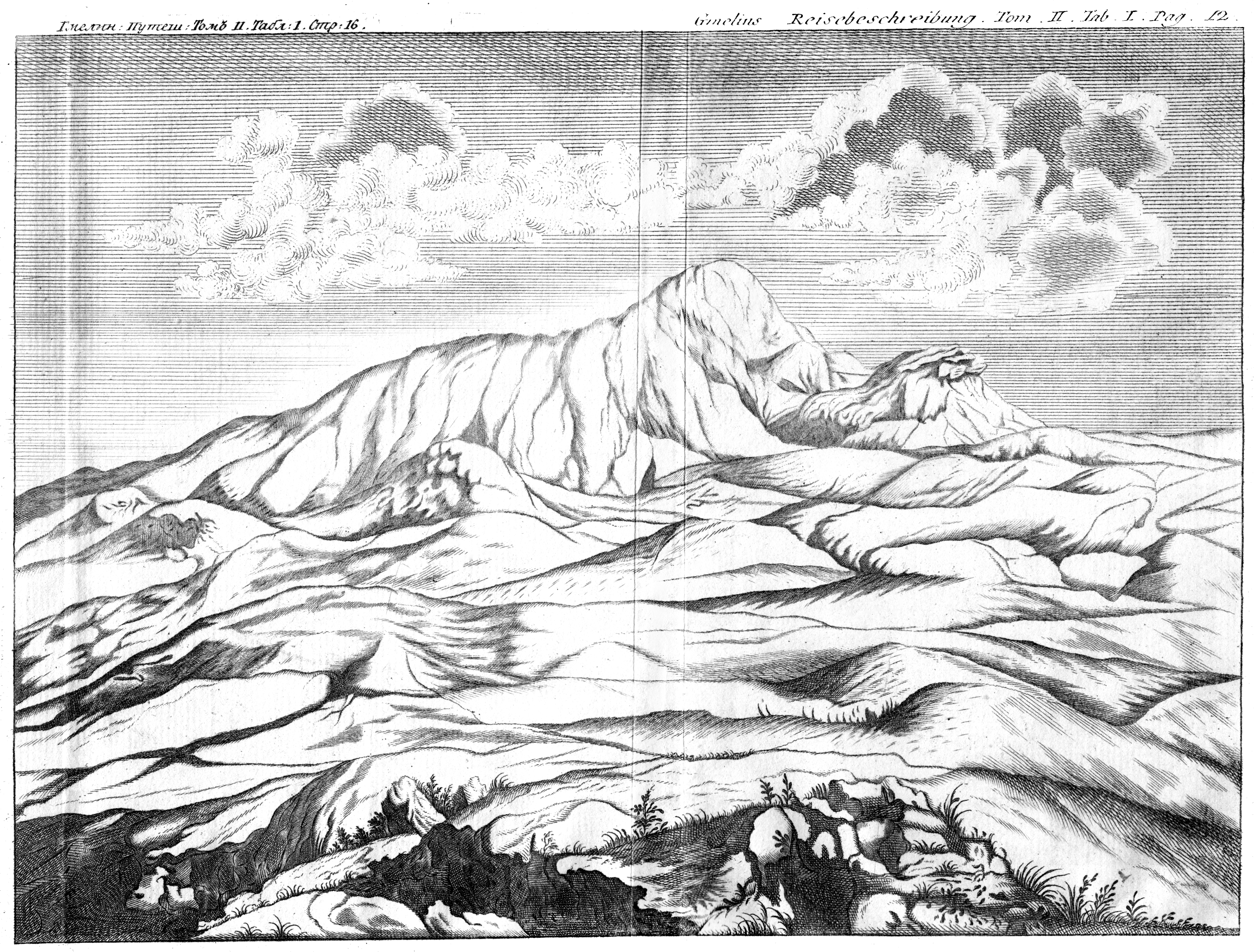
Гора Большое Богдо, изученная экспедицией